# Cormeilles-en-Vexin
Cormeilles-en-Vexin è un comune francese di 1 078 abitanti situato nel dipartimento della Val-d'Oise nella regione dell'Île-de-France.

## Società

### Evoluzione demografica
Abitanti censiti

## Galleria d'immagini

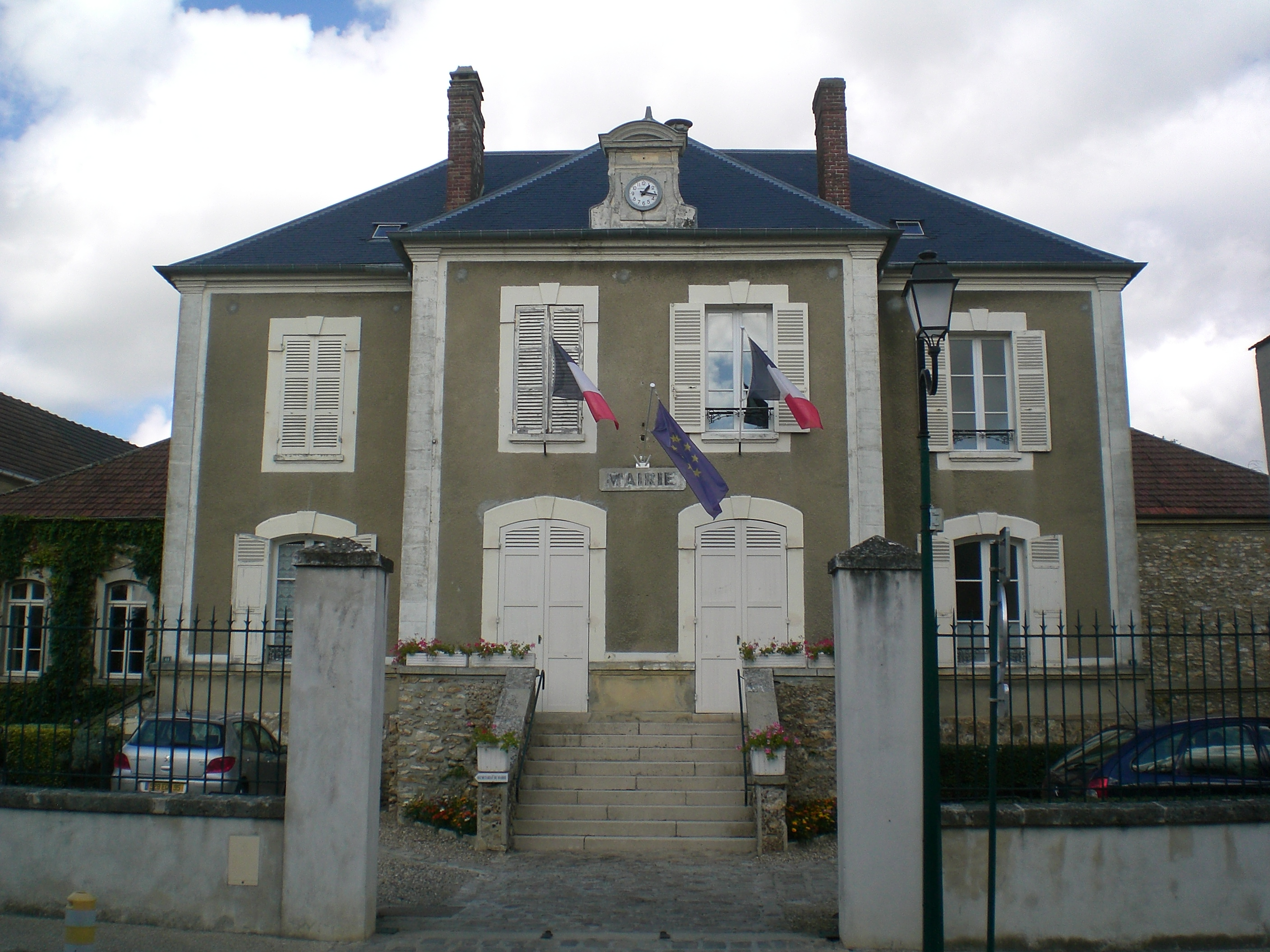
municipio
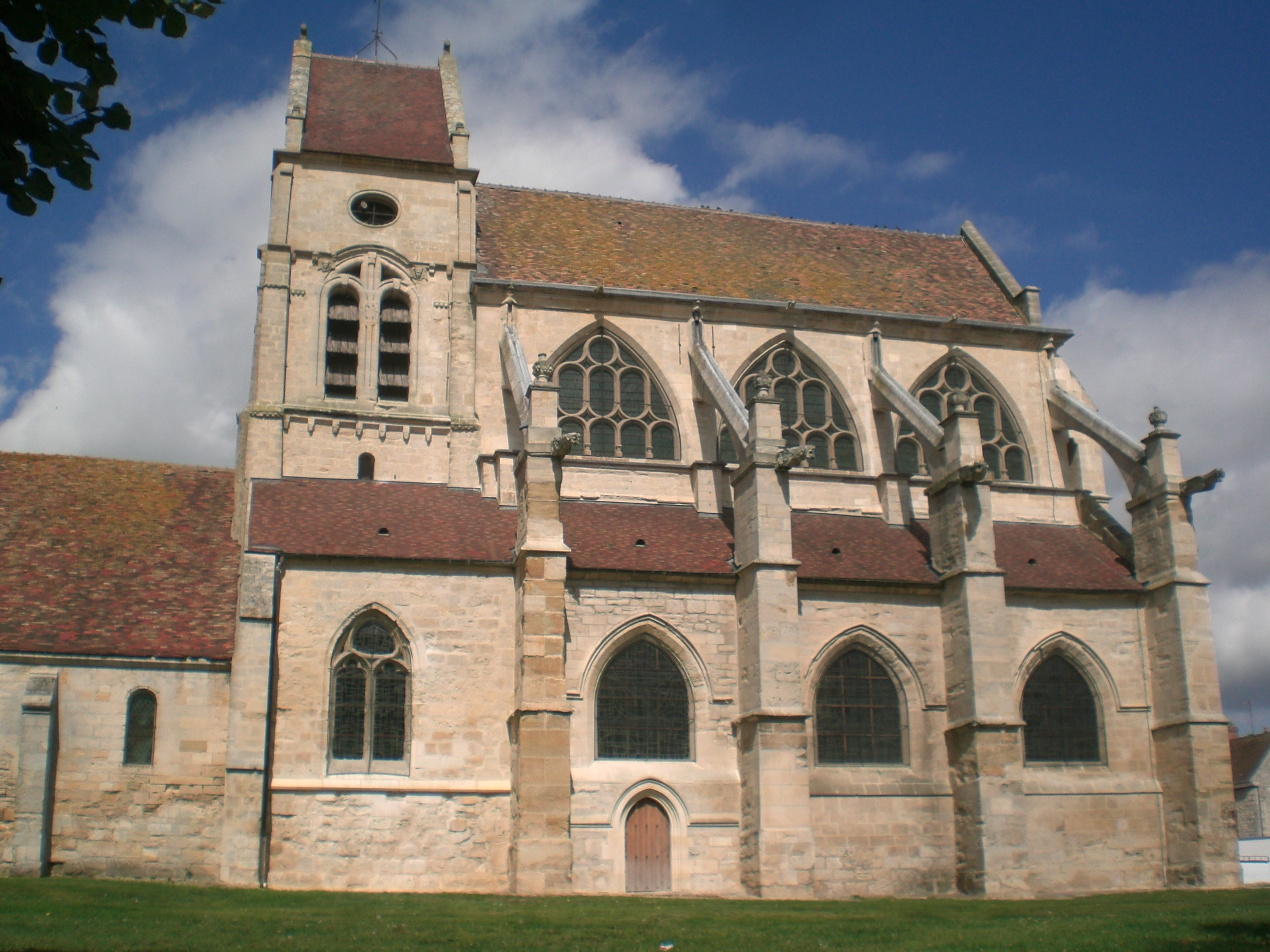
chiesa